# Муджу
Муджу́ (кор. 무주군?, 茂朱郡?, Muju-gun) — уезд в провинции Чолла-Пукто, Южная Корея.

## История
В 1996 году на территории уезда была поймана первая мышь вида myodes regulus, зараженная хантавирусом muju virus. Впоследствии вирус был назван в его честь.
В 1997 году уезд стал местом проведения XVIII зимней универсиады.

## География
Уезд расположен в центральной части страны, и находится в непосредственной близости от четырёх крупных провинций: Чхунчхон-Пукто, Чхунчхон-Намдо, Кёнсан-Пукто и Кёнсан-Намдо. В связи с таким политическим положением эта местность с давних времён служила точкой соприкосновения (как культурного, так и торгового) между восточной и западной частями южной части полуострова.

## Климат
В связи с тем, что уезд разделён практически на две части горным хребтом Собэк, в нём преобладает горный климат - существенные температурные различия между тёмным и светлым временем суток.